# Batalha de Fidenas (426 a.C.)
A Batalha de Fidenas de 426 a.C. foi travada pelo exército romano, liderado por Mamerco Emílio Mamercino em sua terceira ditadura, e uma coalizão inimiga formada pelos fidenos e veios. Os romanos levaram a melhor novamente e a cidade de Fidenas foi destruída.

## Contexto
Em 426 a.C. foram nomeados tribunos consulares Tito Quíncio Peno Cincinato, Caio Fúrio Pácilo Fuso, Marco Postúmio Albino Regilense e Aulo Cornélio Cosso com a missão de conduzirem a guerra contra a cidade etrusca de Veios, acusada de atacar o território romano.
Depois de alistado o exército, enquanto Postúmio ficou com a guarda da cidade, os outros três tribunos levaram o exército romano até o território etruscos, mas foram derrotados, mais por não se mostrarem capazes de coordenar suas próprias ações do que pelo valor das forças inimigas.
Em Roma, a notícia da derrota foi recebida com terror, principalmente por que os fidenos haviam assassinado os colonos romanos e se revoltado. O Senado Romano decidiu então nomear um ditador e, pela terceira vez, a escolha recaiu sobre Mamerco Emílio Mamercino.

## Batalha
Enquanto os veios cruzavam o Tibre e acampavam em Fidenas, Mamercino nomeou Aulo Cornélio Cosso como seu mestre da cavalaria e começou a formar se exército para a iminente batalha. Segundo Lívio, esta já era a sétima revolta dos fidenos contra Roma.
Iniciada a campanha, Emílio ordenou que seu exército acampasse a uma milha e meia de Fidenas, num local protegido à direita por um terreno elevado e, à esquerda, pelo Tibre. Em seguida, ordenou que seu legado, o tribuno consular Peno Cincinato, ocupasse, sem ser visto, uma colina perto das forças inimigas.
A batalha que se seguiu foi muito sangrenta. Os romanos estavam prestes a romper as linhas inimigas quando, de Fidenas, saiu um grupo de soldados, gritando e armada com fogo e desorganizou as fileiras dos romanos. O ditador reagiu ordenando que a reserva entrasse em combate juntamente com a cavalaria, que fustigou os inimigos e, provocando grande confusão, atrasou seus movimentos.
Atacados por dois lados e atacados pelos cavaleiros romanos, os veios abandonaram o campo de batalha e refugiaram-se na outra margem do Tibre enquanto os fidenos tentavam recuar para sua própria cidade, seguidos de perto pela descansada reserva romana, que conseguiu entrar em Fidenas. Logo depois foi seguida por todo o exército romano:
| “ | Na cidade, o massacre certamente não menor do que na batalha; no final, o inimigo baixou as armas e se entregou ao ditador na tentativa de salvar a vida. A cidade e o acampamento foram saqueados. | ” |
|   | — Lívio, Ab Urbe Condita IV, 34.. |   |

No dia seguinte, depois de premiar os mais valorosos combatentes romanos com um ou mais prisioneiros, o ditador levou toda a população da cidade para Roma para ser vendida como escravos. A cidade de Fidenas foi incendiada e arrasada.